# Persone di nome Giovanni/Matematici
| Questa pagina contiene informazioni ricavate automaticamente dalle voci biografiche con l'ausilio del template Bio e di un bot. L'aggiornamento è periodico e automatico e ricostruisce completamente la pagina. Se manca una persona in questa lista, sei pregato di non aggiungerla, ma accertati piuttosto che la sua voce biografica contenga il template Bio e che i dati anagrafici siano correttamente compilati. Se il template Bio manca, inseriscilo tu stesso o, in alternativa, metti l'avviso {{tmp\|Bio}} che ne segnala la mancanza. Se i dati riportati sono sbagliati, correggi direttamente la voce biografica; le modifiche saranno visibili in questa lista entro pochi giorni. Per chiarimenti vedi il progetto antroponimi. La lista contiene solo le 53 persone che sono citate nell'enciclopedia e per le quali è stato implementato correttamente il template Bio. Pagina aggiornata al 6 giu 2025. |

Questa è una lista di persone presenti nell'enciclopedia che hanno il nome Giovanni e sono matematici.

## A(2)
- Giovanni Battista Abioso, matematico, astronomo e medico italiano (Montella, n. 1453 - † 1523)
- Giovanni Alberti, matematico italiano (Ferrara, n. 1965)

## B(9)
- Giovanni Battista Baliani, matematico e fisico italiano (Genova, n. 1582 - Genova, † 1666)
- Giovanni Barsotti, matematico italiano (Lucca, n. 1799 - Lucca, † 1870)
- Giovanni Bianchini, matematico e astronomo italiano (n. 1410 - † 1469)
- Giovanni Boaga, matematico e geodeta italiano (Trieste, n. 1902 - Tripoli, † 1961)
- Giovanni Bordiga, matematico italiano (Novara, n. 1854 - Venezia, † 1933)
- Giovanni Alfonso Borelli, matematico, astronomo e fisiologo italiano (Napoli, n. 1608 - Roma, † 1679)
- Giovanni Antonio Borrelli, matematico e fisico italiano (Messina, n. 1613 - † 1679)
- Giovanni Bottino Barzizza, matematico e astronomo italiano (Vercelli, n. 1879 - Milano, † 1924)
- Giovanni Bujovich, matematico, saggista e economista dalmata (Perasto, n. 1724 - Venezia)

## C(4)
- Giovanni Carini, matematico italiano (Casalvecchio Siculo, n. 1920 - Messina, † 1993)
- Giovanni Cassini, matematico, astronomo e ingegnere italiano (Perinaldo, n. 1625 - Parigi, † 1712)
- Giovanni Ceva, matematico italiano (Milano, n. 1647 - Mantova, † 1734)
- Giovanni Francesco Crivelli, matematico e religioso italiano (Venezia, n. 1691 - Venezia, † 1743)

## D(7)
- Giovanni Daminelli, matematico e esperantista italiano (Bergamo, n. 1943 - Sesto San Giovanni, † 2019)
- Giovanni De Berardinis, matematico italiano (Canzano, n. 1846 - Sambuceto, † 1937)
- Giovanni Del Turco, matematico italiano (Firenze, n. 1739 - † 1800)
- Giovanni Di Pirro, matematico italiano (Pescasseroli, n. 1869 - Roma, † 1934)
- Giovanni Nicolò Doglioni, matematico e notaio italiano (Venezia, n. 1548 - Venezia, † 1629)
- Giovanni Battista Donati, matematico e astronomo italiano (Pisa, n. 1826 - Firenze, † 1873)
- Francesco dal Sole, matematico, astronomo e ingegnere francese (Château-Thierry, n. 1490 - † 1565)

## E(1)
- Giovanni Eulero, matematico e astronomo russo (n. 1734 - † 1800)

## F(6)
- Giovanni Fagnano dei Toschi, matematico italiano (Senigallia, n. 1715 - Senigallia, † 1797)
- Giovanni Taddeo Farini, matematico italiano (Russi, n. 1778 - Padova, † 1822)
- Giovanni Francesco Fiammelli, matematico e ingegnere militare italiano (Firenze, n. 1565 - † 1613)
- Giovanni Francia, matematico e fisico italiano (San Germano Chisone, n. 1911 - Genova, † 1980)
- Giovanni Frattini, matematico italiano (Roma, n. 1852 - Roma, † 1925)
- Giovanni Claudio Fromond, matematico, fisico e filosofo italiano (Cremona, n. 1703 - Pisa, † 1765)

## G(2)
- Giovanni Camillo Glorioso, matematico e astronomo italiano (Giffoni Valle Piana, n. 1572 - Napoli, † 1643)
- Giovanni Battista Guccia, matematico italiano (Palermo, n. 1855 - Palermo, † 1914)

## L(3)
- Giovanni Lampariello, matematico e fisico italiano (Capua, n. 1903 - Roma, † 1964)
- Giovanni Maria Lavagna, matematico italiano (Livorno, n. 1812 - Pisa, † 1870)
- Giovanni Lodovico Longo, matematico italiano

## M(1)
- Giovanni Marchelli, matematico e gesuita italiano (n. 1713 - † 1764)

## N(1)
- Giovanni Battista Nicolai, matematico e presbitero italiano (Venezia, n. 1726 - Schio, † 1793)

## P(8)
- Giovanni Pagnini, matematico e idrologo maltese
- Giovanni Paradisi, matematico, politico e poeta italiano (Reggio Emilia, n. 1760 - Reggio Emilia, † 1826)
- Giovanni Giacomo Pierantoni, matematico italiano (Cravegna)
- Giovanni Battista Pisani, matematico italiano (Genova)
- Giovanni Plana, matematico, astronomo e geodeta italiano (Voghera, n. 1781 - Torino, † 1864)
- Giovanni Poleni, matematico, fisico e ingegnere italiano (Venezia, n. 1683 - Padova, † 1761)
- Giovanni Prodi, matematico italiano (Scandiano, n. 1925 - Pisa, † 2010)
- Giovanni Prouse, matematico italiano (Milano, n. 1932 - Milano, † 2008)

## R(2)
- Giovanni Ricci, matematico italiano (Firenze, n. 1904 - Milano, † 1973)
- Giovanni Antonio Rocca, matematico italiano (Reggio Emilia, n. 1607 - † 1656)

## S(4)
- Giovanni Sacrobosco, matematico, astronomo e astrologo scozzese (Parigi, † 1256)
- Giovanni Francesco Salvemini, matematico e astronomo italiano (Firenze, n. 1709 - Berlino, † 1791)
- Giovanni Sansone, matematico italiano (Porto Empedocle, n. 1888 - Firenze, † 1979)
- Giovanni Sfortunati, matematico italiano (Siena)

## V(3)
- Giovanni Vacca, matematico, storico della scienza e sinologo italiano (Genova, n. 1872 - Roma, † 1953)
- Giovanni Vailati, matematico, filosofo e storico italiano (Crema, n. 1863 - Roma, † 1909)
- Giovanni Veronese, matematico italiano (Maderno)